# 今堀日吉神社
今堀日吉神社（いまほりひよしじんじゃ）は、滋賀県東近江市にある神社。旧社格は村社。

## 祭神
主祭神
- 大山咋神（おおやまくいのかみ）

配祭神
- 白山比賣神（しらやまひめのかみ）
- 事代主命（ことしろぬし）

## 歴史
創祀の年代は不詳であるが、社伝によると平安時代初期に創祀されたという。古来、山王十禅師社と称していたが、明治になり現社号に改められた。明治9年に村社に列した。本社に残る中世からの古文書は今堀日吉神社文書と呼ばれ、地域史を学ぶための貴重な史料となっており、研究者向けに活字本も刊行された。

## 祭事
- 例祭 4月3日

## 境内社
境内社
- 大神宮
- 熊野社
- 多賀神社
- 松尾社
- 八幡宮
- 恵美須大國社
- 大将軍社

境外社
- 見送稲荷社

## 文化財

### 重要文化財
- 今堀日吉神社文書（947通） 66冊

日本中世の村落史や商業史の研究にとって不可欠の史料群となっており、特に商業（座）関係文書と惣村関係文書を多く含む点が注目される。現在は滋賀大学経済学部附属史料館に寄託されている。

## 現地情報
所在地
- 滋賀県東近江市今堀町450

交通アクセス
- 近江鉄道本線（水口・蒲生野線）長谷野駅下車、徒歩約5分。